# Eurrhyparodes lygdamis
Eurrhyparodes lygdamis là một loài bướm đêm trong họ Crambidae.